# Trampolino di Pakstall
Trampolino di Pakstall – kompleks skoczni narciarskich, znajdujących się we włoskiej miejscowości Gallio.
Tutejszy klub narciarski powstał już przed II wojną światową, był jednak nieoficjalny i zrzeszał samych amatorów. W marcu 1947 roku założono oficjalną Agencję Sportu Gallio, a w 1956 roku zmieniono nazwę na Sci Club Gallio. Powstała także narodowa szkoła skoków narciarskich. Na skoczniach K20, K31, K62,5 organizowano liczne konkursy skoków m.in. Puchar Alpejski, Coppa Berauer. W niedługim czasie Gallio stało się jednym z najważniejszych ośrodków włoskich skoków narciarskich.
W latach osiemdziesiątych rozegrano tu mistrzostwa świata juniorów, a także liczne zawody kombinacji norweskiej. W 1986 zdecydowano o budowie skoczni o punkcie K92. Po przebudowie skocznia ma punkt konstrukcyjny znajdujący się na 95 metrze, zaś rekord należy do reprezentanta Słowenii Uroša Peterki i wynosi 105,5 metra.
Na obiekcie rozgrywano mistrzostwa Włoch oraz zawody Pucharu Świata.